# La Souveraine
 (novembre 2023).
Si vous disposez d'ouvrages ou d'articles de référence ou si vous connaissez des sites web de qualité traitant du thème abordé ici, merci de compléter l'article en donnant les références utiles à sa vérifiabilité et en les liant à la section « Notes et références ».
La Souveraine est un roman de Gilbert Cesbron paru en 1949 aux Éditions de La Jeune Parque.